# Spheterista
Spheterista là một chi bướm đêm thuộc phân họ Tortricinae trong họ Tortricidae.

## Các loài
- Spheterista argentinotata (Walsingham, in Sharp, 1907)
- Spheterista cassia (Swezey, 1912)
- Spheterista flavocincta (Walsingham, in Sharp, 1907)
- Spheterista flavopicta (Walsingham, in Sharp, 1907)
- Spheterista fulva (Walsingham, in Sharp, 1907)
- Spheterista glaucoviridana (Walsingham, in Sharp, 1907)
- Spheterista infaustana (Walsingham, in Sharp, 1907)
- Spheterista ochreocuprea (Walsingham, in Sharp, 1907)
- Spheterista oheoheana (Swezey, 1933)
- Spheterista pernitida (Walsingham, in Sharp, 1907)
- Spheterista pleonectes (Walsingham, in Sharp, 1907)
- Spheterista pterotropiana (Swezey, 1933)
- Spheterista reynoldsiana (Swezey, 1920)
- Spheterista tetraplasandra (Swezey, 1920)
- Spheterista urerana (Swezey, 1915)
- Spheterista variabilis (Walsingham, in Sharp, 1907)
- Spheterista xanthogona (Walsingham, in Sharp, 1907)